# مهدی ترکمان
مهدی ترکمان (زادهٔ ۱۷ اسفند ۱۳۶۷ در کرج) یک بازیکن فوتبال اهل ایران است که در پست مدافع چپ برای باشگاه فوتبال هوادار در لیگ برتر خلیج فارس بازی می‌کند.